# Gonzalo Pineda
 Gonzalo Pineda Reyes est un footballeur international mexicain né le 19 octobre 1982 à Mexico. Il joue au poste de défenseur gauche désormais entraîneur.

## En club
En février 2014, il est mis à l'essai par les Sounders de Seattle avec qui il signe en mars.

### En équipe nationale
Il a fait ses débuts internationaux en septembre 2004 contre l'équipe de Trinité et Tobago.
Pineda participe à la Coupe du monde 2006 avec l'équipe du Mexique.

## Palmarès
- Pumas UNAM
  - Vainqueur du Tournoi de clôture en 2004
  - Vainqueur du Tournoi d'ouverture en 2004
- Vainqueur de la Supercoupe du Mexique en 2004

- Chivas Guadelajara
  - Vainqueur du Tournoi d'ouverture en 2006
  - Vainqueur de l'InterLiga en 2009

- Sounders FC de Seattle
  - Vainqueur de la Coupe des États-Unis en 2014
  - Vainqueur du MLS Supporters' Shield en 2014